# Omaniundu-Riedfrosch
Der Omaniundu-Riedfrosch (Hyperolius sankuruensis) ist ein Froschlurch, der in der zentralen Demokratischen Republik Kongo endemisch ist und nur von seiner Typuslokalität bei Lodja, der Hauptstadt der Provinz Sankuru bekannt ist. Der Frosch galt bis zu seiner Wiederentdeckung 2010 als ausgestorben.

## Merkmale
Der Omaniundu-Riedfrosch ist ein relativ großer Vertreter innerhalb der Gattung Hyperolius, Männchen erreichen eine Länge von 29 bis 32 mm, Weibchen werden 40 mm lang. Er ist oberseits und an den Seiten dunkelbraun mit einem dunklen Dreieck zwischen den Augen, einem auf der Rückenmitte liegenden quadratischen Fleck und einem in der Lendengegend quer über den Körper verlaufenden Band gezeichnet. Die Kehl-Schallblase ist gut ausgebildet, die Pupillen liegen horizontal. Er ähnelt Hyperolius platyceps, ist aber die einzige Art mit Weibchen dieser Größe in der Demokratischen Republik Kongo.

## Vorkommen
Zum Zeitpunkt seiner Beschreibung im Jahr 1979 war der Omaniundu-Riedfrosch (Hyperolius sankuruensis) nur von der Typuslokalität in Omaniundu, Provinz Sankuru (ehemals Kasaï-Oriental) in der Demokratischen Republik Kongo bekannt. Dort war er 1959 zusammen mit dem sympatrisch vorkommenden Congolius robustus gesammelt worden. Nach der Erstbeschreibung durch Raymond Ferdinand Laurent wurde H. sankuruensis bis 2005 nicht mehr gefunden. 2005 wurde das Weibchen des Frosches allerdings für eine neue, unbeschriebene Art gehalten. Der Herpetologe Arne Schiøtz zögerte jedoch mit der Beschreibung, da er dafür auch ein Männchen der Art begutachten wollte.

## Systematik und Taxonomie
Der Omaniundu-Riedfrosch (Hyperolius sankuruensis) gehört zu einer Artengruppe um Hyperolius concolor. Dieses 2024 veröffentlichte Ergebnis einer molekulargenetischen Untersuchung kam unerwartet, da es sich bei den Arten der Gruppe vorwiegend um in Westafrika beheimatete Frösche handelt.